# Spoorlijn Zbehy–Radošina

Spoorkaart Slowakije

De spoorlijn Zbehy – Radošina (lijn nummer 142) is een Slowaakse enkelsporige, niet-geëlektrificeerde spoorlijn die de regionale stad Nitra en het ambachtscentrum Radošina met elkaar verbindt, via Zbehy.
In Zbehy splitst het spoor af van de spoorlijn Leopoldov – Kozárovce en leidt via het "Nitrianska pahorkatina" (Nitra-heuvelland) naar Radošina.

## Geschiedenis
De lijn werd op 16 november 1909 geopend als een particuliere lokale spoorweg.
De operationele leiding over de lijn werd door de eigenaren spoedig toevertrouwd aan de Koninklijke Hongaarse Staatsspoorwegen (MÁV).
Na de ineenstorting van het Oostenrijks-Hongaarse Rijk in oktober 1918 en de daaropvolgende oprichting van de jonge staat Tsjecho-Slowakije, werd het bestuur overgeheveld naar de nieuw opgerichte Tsjechoslowaakse Staatsspoorwegen (ČSD). De Hongaarse bedrijfsnamen werden vervangen door Slowaakse benamingen.
Vanaf de jaren 1930 gebruikte de ČSD moderne motortreinen. In de documenten met betrekking tot de zomerdienstregeling van 1938 bemerkt men vijf treinparen, die alle met motorstellen gereden werden. Drie van die treinen met herkomst Radošina reden verder dan Zbehy, tot de stad Nitra.
Aan het einde van de jaren 1940:

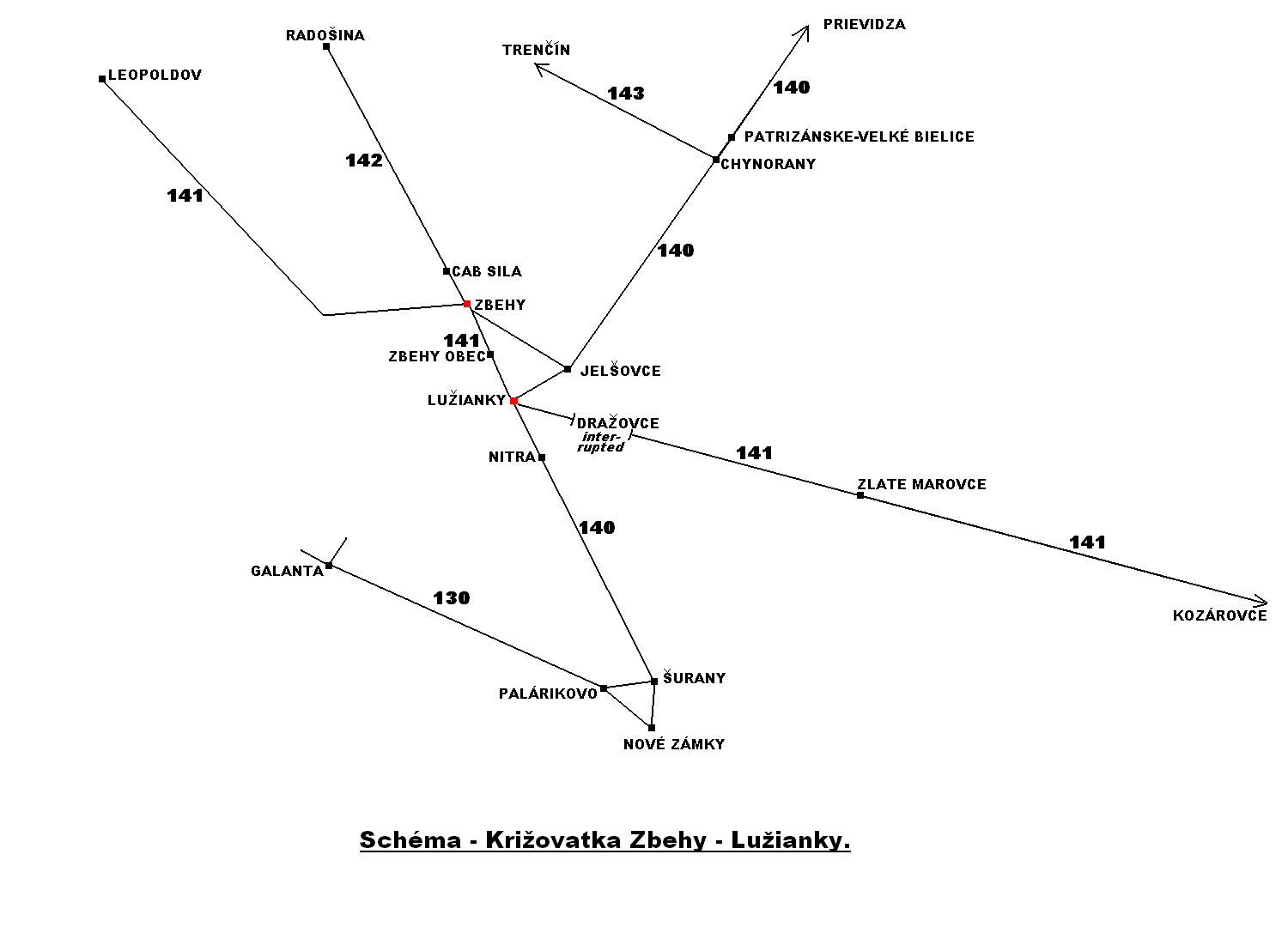
Schematische voorstelling van de spoorwegvertakking Zbehy - Luzianky

- werd op lijn 141 de naam "Zbehy" van het zuidelijk gelegen station veranderd in "Lužianky",
- bouwde men ten noorden van de gemeente Zbehy (Zbehy obec), een nieuw station met de oude naam Zbehy.

Een verbindingsspoor werd aangelegd en op 9 mei 1948 in gebruik genomen tussen de volgende twee lijnen:
- lijn 141 (Leopoldov – Kozárovce).
- lijn 140 (Palárikovo – Nitra – Partizánske - Veľké Bielice)[2].

Dit verbindingsspoor vertakte op lijn 141 in Lužianky. Het werd als lokale verbindingslijn geïntegreerd in het nieuwe station Zbehy.
In de daaropvolgende decennia reed de ČSD vanuit Radošina met maximaal tien paar treinen per dag tot Zbehy. Sommige treinen reden verder dan Zbehy, tot Lužianky of Nitra. In de dienstregeling 1989-1990 waren de stoptreinen (die in alle stations tussen Zbehy en Radošina stopten) 53 tot 57 minuten onderweg. De kortste reistijd van 45 minuten gold voor drie snelle passagierstreinen die zonder stilstand Biskupová en Behynce voorbijreden. Vanaf 1991, na een vernieuwing van de sporen, was de reistijd van de snelle treinen nog maximaal 35 minuten.
Twee jaar later, op 1 januari 1993, werd de lijn als gevolg van de Fluwelen Revolutie overgedragen aan de nieuw opgerichte maatschappij: Slowaakse Spoorwegen (ŽSR).

## Treindienst
Op 2 februari 2003, werd het passagiersvervoer op lijn 142 tussen Zbehy en Radošina opgeschort.

## Stations en stopplaatsen

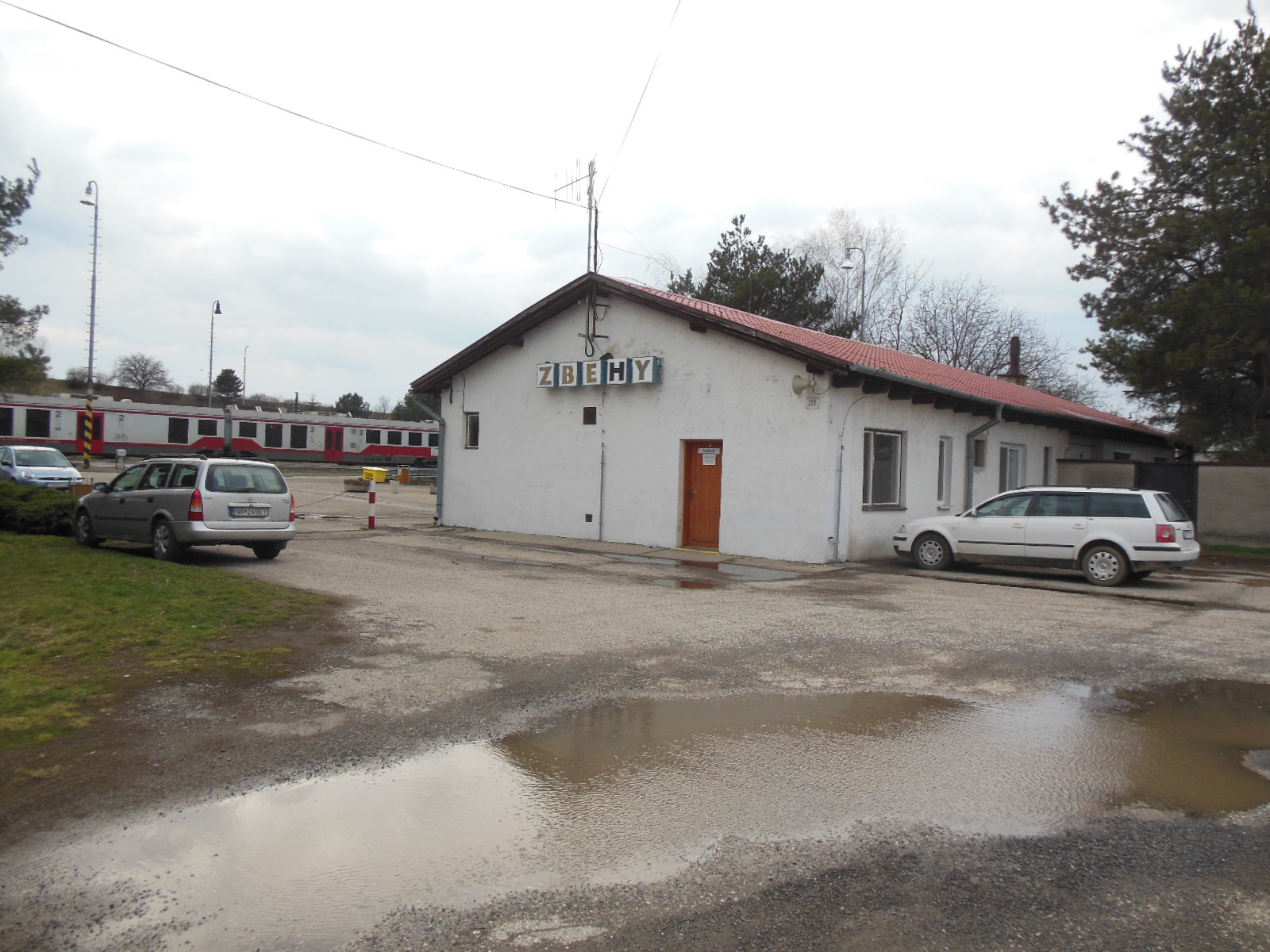
Station Zbehy

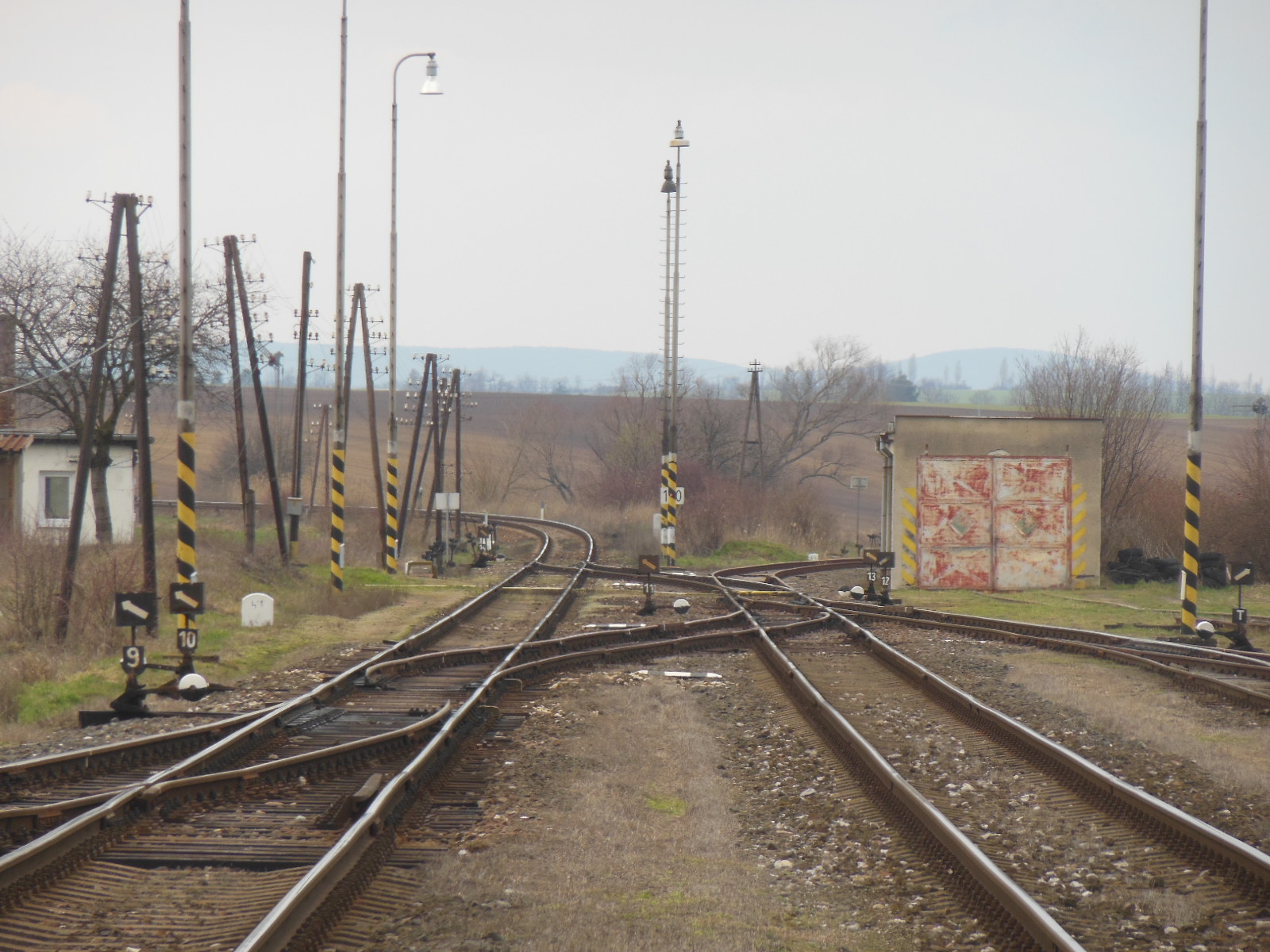
Station Zbehy in volle baan

De lijn  bedient de volgende stations (s) en stopplaatsen:
| Afstand | Station of stopplaats | Bijzonderheid                                                               |
| ------- | --------------------- | --------------------------------------------------------------------------- |
| 0,000   | van Lužianky          |                                                                             |
|         |                       | Verbindingsspoor uit Jelšovce                                               |
| 3,727   | Zbehy (s)             | • Werkzetel van de verkeersleider • Vertakking met lijn 141 naar Leopoldov. |
| 4,332   | Čab-Sila              |                                                                             |
| 6,719   | Čab-Sila-zastávka     |                                                                             |
| 7,820   | Nové Sady (s)         |                                                                             |
| 10,444  | Malé Zálužie          |                                                                             |
| 11,781  | Kapince (s)           |                                                                             |
| 13,462  | Biskupová             |                                                                             |
| 15,031  | Malé Ripňany          |                                                                             |
|         | Veľké Ripňany (s)     |                                                                             |
| 20,035  | Behynce               | Behynce is een wijk van Veľké Ripňany.                                      |
| 24,049  | Radošina (s)          | Eindstation van de lijn.                                                    |